# آنا جورج
آنا جورج (بالإنجليزية: Anna George)‏ هي ممثلة أمريكية، ولدت في القرن العشرين.

## أعمال

### أفلام
- (2013) ارتجاج الدماغ[4][5]

## وصلات خارجية
- آنا جورج على موقع IMDb (الإنجليزية)
- آنا جورج على موقع قاعدة بيانات الفيلم (الإنجليزية)